# Meister des Wolfgangaltars

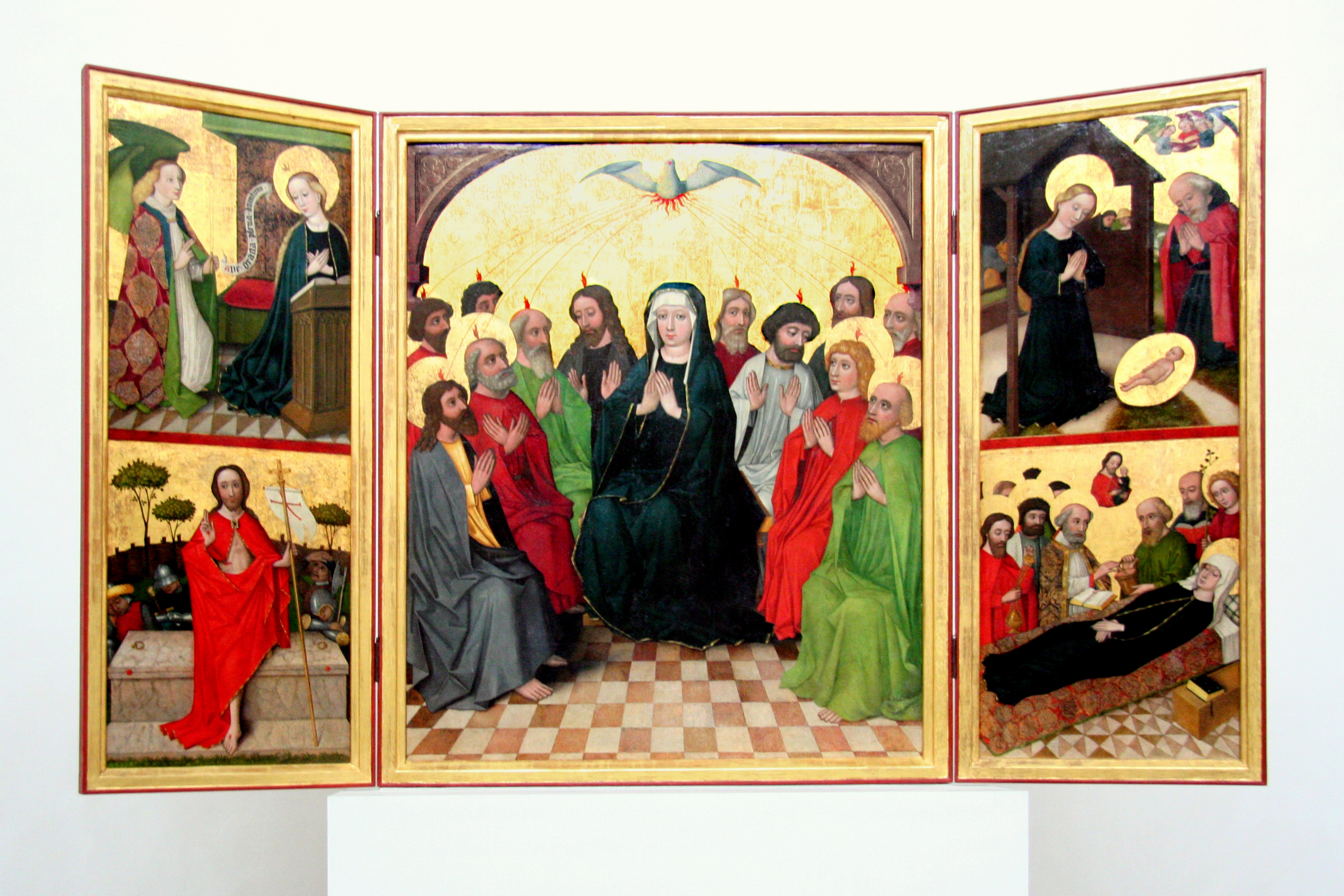
Heilig-Geist-Retabel, Kolumba-Museum

Als Meister des Wolfgangaltars oder Meister des Wolfgang-Altars wird der mittelalterliche Maler bezeichnet, der um 1450–1460 den auf Goldgrund gemalten Altar des hl. Wolfgang in der Sankt Lorenzkirche zu Nürnberg geschaffen hat. Dem Meister wird auch der um 1460 für die Dominikanerkirche in Nürnberg gemalte Epitaphaltar für Peter Zenner zugeschrieben, eines der frühesten bekannten Beispiele eines  Epitaphaltars, heute in der Dreifaltigkeitskirche zu Nürnberg. 
Er war noch der traditionellen auf böhmische Wurzeln zurückgreifenden Malweise verpflichtet, wie sie in der Mitte des 15. Jahrhunderts in Nürnberg vorherrschte, als unter dem  Einfluss zeitgenössischer niederländischer Malerei dann eine zum Beispiel durch den Meister des Tucheraltars vertretene neue Malrichtung entstand.
Der Meister hat wohl eine größere Werkstatt betrieben und einige weitere Werke werden ihm oder seinem Umfeld zugeschrieben. So soll der Meister zum Beispiel das um 1449 entstandene Nürnberger Heilig-Geist-Retabel gemalt haben, Teil des Zwölf-Boten-Altars aus dem Heilig-Geist-Spital in Nürnberg, ehemals in der Nürnberger Lorenz-Kirche und heute im Kunstmuseum des Erzbistums Köln.